# کوی دودانگه
کوی دودانگه یا دانگه یک محله تاریخی در شهر بروجرد است که در قدیم بخش شرقی شهر بروجرد را تشکیل می داده است. در گذشته شهر بروجرد به چهار محله یا کوی بزرگ تقسیم می شده است که عبارت بودند از: کوی صوفیان ،کوی رازان، کوی دودانگه و کوی یخچال.

## ویژگی ها
کوی دودانگه بخش تاریخی تر شهر محسوب می شود و بازار و آثار شاخص تاریخی بروجرد در آن قرار دارند. هسته باستانی شهر بروجرد احتمالاً در پیرامون مسجد جامع در خیابان جعفری فعلی شکل گرفته است. مراکز تجاری و بازار سنتی بروجرد در این بخش قرار دارند.

## زیربخش های کوی دودانگه
بخش های تاریخی و قدیمی متنوعی در محله بزرگ دودانگه وجود دارند از جمله:
- کوی جعفری
- کوی شریعتی
- کوی چال قلعه
- کوی پشت قلعه
- کوی چال پسته
- کوی امام زاده جعفر
- کوی امام زاده قاسم
- کوی خوشبین
- کوی حاج سهرابی
- بازار بزرگ
- کوی ناسکدین
- میدان محمدحسن خان

## آثار شاخص
- سه‌گانه تاریخی-فرهنگی بروجرد
- بازار بروجرد